# Crawford Valley
Das Crawford Valley ist ein bis auf die Stirnseite eisfreies Tal im ostantarktischen Viktorialand. Es liegt zwischen dem Deshler Valley und dem Bowser Valley in der Saint Johns Range.
Das Advisory Committee on Antarctic Names benannte es 2005 nach dem US-amerikanischen Fotografen Neelon Crawford (* 1947), der zwischen 1989 und 1994 an fünf Kampagnen des antarktischen Programms für Künstler und Schriftsteller der National Science Foundation teilnahm.